# Potone
Potone (ca. 426 voor Christus) was de dochter van Ariston en van Periktione. Zij was een zuster van de filosoof Plato en de moeder van de filosoof Speusippos. 
Zij was afkomstige uit Kollytos, een stadsdeel van het antieke Athene dat zich iets ten zuiden van de Akropolis nog binnen de stadsmuren bevond. Over Potones leven is niet veel bekend. Haar andere broers en zusters waren Glaukon, Adeimantos, een halfbroer Antiphonfoon en een stiefbroer Demos, die uit het tweede huwelijk van haar moeder met Pyrilampes werd geboren. Zij trouwde met Eurymedon van Myrrhinos, met wie zij een zoon, Speusippos en waarschijnlijk een dochter kreeg, Speusippos werd later de opvolger van zijn oom Plato als hoofd van de Academie (Scholarch).